# Dwór w Starkowie
Dwór w Starkowie – zabytkowy dwór wybudowany w XVII w. w Starkowie.
Dwór położony jest w Starkowie – wsi w Polsce, w województwie dolnośląskim, w powiecie kłodzkim, w gminie Kłodzko.

## Historia
Dwukondygnacyjny renesansowy dwór sołtysi, następnie oo. jezuitów nakryty dachem naczółkowym. Dwór wraz z parkiem, folwarkiem, w skład którego wchodzą: stajnia, wozownia dom mieszkalno-gospodarczy stanowi zespół dworsko-folwarczny.